# Ligulosia aurantisquamata
Ligulosia aurantisquamata is een vlinder uit de familie van de spinneruilen (Erebidae). De wetenschappelijke naam van deze soort werd voor het eerst voorgesteld als Ilema aurantisquamata door George Francis Hampson in een publicatie uit 1918.
Deze soort komt voor in Kenia en Malawi.